# Edmond Boissier
Pour les articles homonymes, voir Boissier.
Pierre Edmond Boissier est un botaniste suisse, né le 25 mai 1810 à Genève et mort le 25 septembre 1885 à Valeyres-sous-Rances.

## Biographie

### Premières années

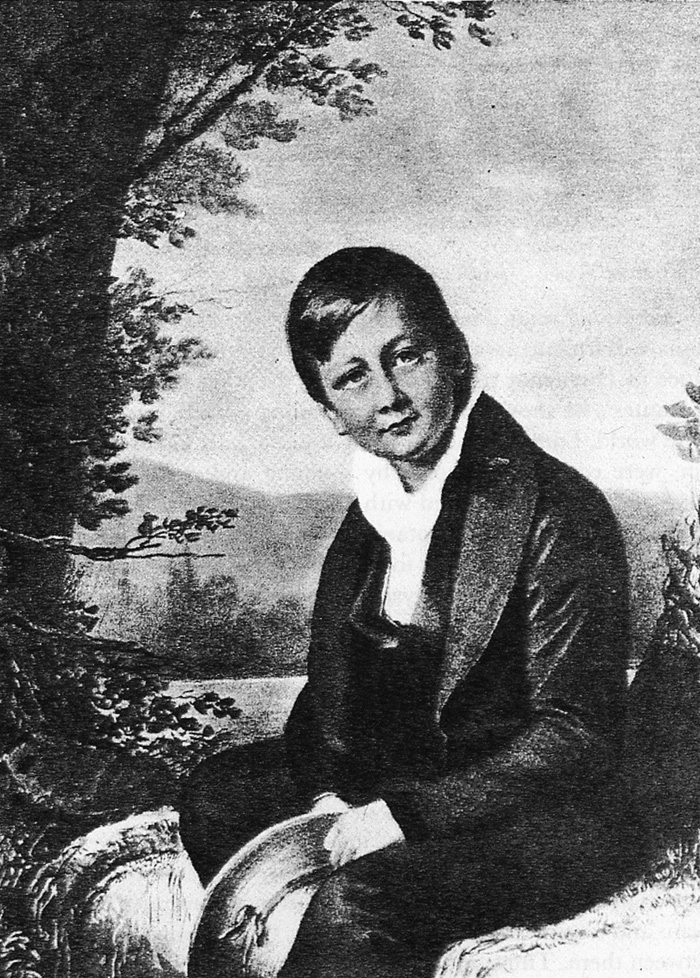
à 12 ans

Fils de Jacques Auguste Boissier (1784-1857) et de Caroline Boissier-Butini. Sa mère est la fille de Pierre Butini célèbre médecin, physicien et naturaliste genevois. Avec sa sœur, Valérie Boissier, ils reçoivent une éducation stricte d'un précepteur M. Valette. Les leçons et discussions se font toujours en latin ou en italien. L'intérêt d'Edmond Boissier pour les sciences naturelles, et la botanique en particulier, se développent sous l'influence de sa mère et de son grand-père Pierre Butini lors des vacances familiales à Valeyres près d'Orbe dans le canton de Vaud. Durant ces séjours Edmond s'initie à la récolte botanique et à la reconnaissance des espèces. Un été durant lequel M. Vallette, son précepteur, est absent il obtient de son père l'autorisation de visiter le Grand Saint-Bernard, montagne des Alpes, qui chevauche la Suisse et l'Italie. Accompagné d'un jardinier de confiance il entreprend à pied cette excursion. Une fois arrivé au col il ne résiste pas à poursuivre en direction du Mont-Cenis et en Italie jusqu'à Turin. Cette première excursion au long cours ainsi que ses nombreuses randonnées dans le Jura et les Alpes lui donnent le goût pour les voyages.
Edmond Boissier suit ensuite les cours de l'Académie de Genève en Lettres puis en Sciences dont les cours de botanique du célèbre Augustin Pyrame de Candolle. Un séjour à Paris durant l'hiver 1831-1832 le mit en relation avec plusieurs botanistes. Il est probable qu'à cette occasion il y rencontre Philip Barker Webb qui a exploré et herborisé en Espagne et aux îles Canaries. Cette rencontre a vraisemblablement donnée envie à  Edmond Boissier d'entreprendre plus tard son propre voyage en Espagne.
En 1833 il séjourne 6 mois en Italie avec sa mère et sa sœur, il consacre son temps à la récolte d'échantillons botanique ainsi qu'à la conchyliologie. De retour à Genève en 1834 il apprend l'espagnol et se documente autant que possible sur son projet de voyage. Encouragé et conseillé par Augustin Pyrame de Candolle, son professeur de botanique, il part une première fois seul pour l'Espagne en 1836 mais rentre prématurément à Genève lorsqu'il apprend le décès de sa mère.
En 1840, Edmond Boissier se marie avec Françoise Lucile Butini (1822-1849), à qui il dédiera plus tard plusieurs espèces (notamment Chionodoxa luciliae).

## Travaux
Il est l’auteur de la Flora Orientalis (cinq volumes, 1867-1884 et un Supplément posthume en 1888) et Voyage botanique dans le midi de l’Espagne pendant l’année 1837 (1839-1845). On le crédite de la description de 6 000 espèces nouvelles. Son œuvre et son herbier sont poursuivis par son gendre William Barbey (1842-1914). La bibliothèque et l'herbier de Pierre-Edmond Boissier seront donnés en 1943 aux Conservatoire et jardin botaniques de la Ville de Genève.

## Œuvres
- Elenchus plantarum novarum ... in itinere hispanico legit, 1838
- Avec Georges François Reuter (1805-1872), Diagnoses plantarum novarum hispanicum, 1842
- Voyage botanique dans le midi de l'Espagne ..., 1839-1845
- Avec Georges François Reuter, Pugillus plantarum novarum Africae borealis Hispaniaeque australis, 1852
- Diagnoses plantarum orientalium novarum, 1842-1859
- Avec Friedrich Alexander Buhse (1821-1898), Aufzählung der auf einer Reise durch Transkaukasien und Persien gesammelten Pflanzen, 1860
- Icones Euphorbiarum, 1866
- Flora orientalis, 1867-1884[5]

## Éponymie
- Boissiera est un genre de la famille des Poaceae.
- Boissiera est le titre de la collection de Mémoires de botanique systématique publiés par les Conservatoire et Jardin Botaniques de la Ville de Genève.